# Cornell Brook
Cornell Brook – rzeka w stanie Nowy Jork, w hrabstwie Westchester, uchodząca do zbiornika retencyjnego New Croton Reservoir. Zarówno długość cieku, jak i powierzchnia zlewni nie zostały oszacowane przez USGS.